# Augustinus Gockel
Augustinus Gockel (* 12. Februar 1830 in Büren; † 11. Mai 1912 in Paderborn) war Weihbischof in Paderborn.

## Ausbildung
Gockel wurde geboren als Sohn eines Amtmannes. In Paderborn besuchte er das 1846 eröffnete Bischöfliche Knabenseminar Liborianum und absolvierte im Herbst 1848 das Abitur. Anschließend studierte er Katholische Theologie in Löwen, Tübingen und Paderborn. Am 7. März 1853 spendete ihm Bischof Franz Drepper im Hohen Dom zu Paderborn das Sakrament der Priesterweihe.

## Wirken
Acht Tage später ernannte ihn der Bischof zum Kooperator an St. Johann Baptist in Warburg. Am 10. Mai 1855 erfolgte seine Bestellung zum Pfarrverweser der neu gegründeten katholischen Kirchengemeinde St. Bonifatius in Detmold, wo er nahezu anderthalb Jahrzehnte die neue Gemeinde aufbaute. Bischof Konrad Martin ernannte Gockel am 2. November 1869 zum Pfarrer von St. Pankratius in Warstein, deren Konsekration Bischof Martin 1873 vornahm. Bischof Franz Kaspar Drobe ernannte Gockel am 5. September 1889 zum Domkapitular und am 30. Oktober 1889 zum Generalvikariatsrat in Paderborn.
Bereits wenige Monate später wurde er von Papst Leo XIII. am 2. Mai 1890 zum Titularbischof von Azotus und Weihbischof in Paderborn ernannt. Am 22. Juni 1890 spendete ihm der Kölner Erzbischof Philipp Krementz im Hohen Dom zu Köln die Bischofsweihe; seine Präkonisation erfolgte am 26. Juni 1890. Am 1. April 1892 wurde Gockel darüber hinaus zum Domdechanten in Paderborn gewählt. Seine Tätigkeit als Weihbischof war geprägt durch zahlreiche Firmreisen, da infolge des Kulturkampfes sowie des hohen Alters von Bischof Drobe weite Bereiche des Bistums vernachlässigt waren. Ein schweres Augenleiden zwang Gockel 1908, diese Tätigkeit aufzugeben.
Am 7. März 1903 verlieh die Stadt Paderborn Gockel die Ehrenbürgerwürde. Dies geschah nach Beschluss der Stadtverordnetenversammlung vom 30. Januar 1903  anlässlich seines 50. Priesterjubiläums für seine Verdienste während der langjährigen Tätigkeit in Stadt und Bistum.

## Ehrungen
- Ehrendoktorwürde der Katholieke Universiteit Leuven (1890)
- Ehrenbürger der Stadt Paderborn (1903)